# Cargeghe
Cargeghe (sardisk: Calzèghe, Cagliègga) er en by og en kommune (comune) i provinsen Sassari i regionen Sardinien i Italien. Byen ligger i 333 meters højde og har 724 indbyggere (2016). Kommunen har et areal på 12,05 km² og grænser til kommunerne Codrongianos, Florinas, Muros, Osilo og Ossi.